# Kinosternon dunni
Kinosternon dunni је гмизавац из реда корњача и фамилије Kinosternidae.

## Угроженост
Ова врста се сматра рањивом у погледу угрожености врсте од изумирања.

## Распрострањење
Ареал врсте је ограничен на једну државу. 
Колумбија је једино познато природно станиште врсте.

## Станиште
Станиште врсте су слатководна подручја.